# غوان زهين
غوان زهين (بالصينية: 关震) (6 فبراير 1985 بتيانجين في الصين - ) هو لاعب كرة قدم صيني في مركز حراسة المرمى. شارك مع منتخب الصين تحت 20 سنة لكرة القدم ومنتخب الصين تحت 23 سنة لكرة القدم ومنتخب الصين لكرة القدم. أما مع النوادي، فقد لعب مع جيانغسو سونينغ وشاندونغ لونينغ وChengdu Tiancheng F.C. ‏ ونادي سانغتشو مايتي ليونز.

## وصلات خارجية
- غوان زهين على موقع قاعدة بيانات كرة القدم.إي يو (الإنجليزية)
- غوان زهين على موقع ناشيونال فوتبول تيمز (الإنجليزية)
- غوان زهين على موقع Soccerway.com (الإنجليزية)